# Tabaporã
Tabaporã este un oraș în Mato Grosso (MT), Brazilia.